# Analyse du discours
 (octobre 2015).
L'analyse du discours ou analyse de discours est un champ des sciences humaines et sociales dont l'objet est le discours et qui implique une considération méthodologique. L'analyse de discours est une approche multidisciplinaire, qualitative et quantitative, qui étudie le contexte et le contenu des discours oraux ou écrits.
L'analyse de discours est une approche multidisciplinaire qui s'est développée en France, en Grande-Bretagne et aux États-Unis à partir des années 1960. Elle emprunte de nombreux concepts aux champs de la sociologie, de la philosophie, de la psychologie, de l'informatique, des sciences de la communication, de la linguistique et de la statistique textuelle ou de l'histoire et des sciences politiques. Elle s'applique à des objets aussi variés que le discours politique, religieux, scientifique, artistique. Contrairement à l'analyse de contenu, dans sa définition traditionnelle, l'analyse de discours s'intéresse aux concepts, à la linguistique et à l’organisation narrative des discours oraux et écrits qu'elle étudie.

## Présupposés théoriques

### Socio-sémantique
On dit que l’analyse de discours est une approche socio-sémantique. Elle prend en compte le contexte de l’énonciation, les caractéristiques des locuteurs ainsi que les caractéristiques sémantiques de l’énoncé. L’analyse de discours considère le fonctionnement linguistique des discours dans lesquels elle voit une réalité à analyser.

### Analyse structurale
L'analyse de discours emprunte généralement un bagage théorique et analytique en provenance de l'approche structurale ou post-structurale. L’analyse de discours étudie ce que Louis Althusser appelle les « formations imaginaires ». Ce sont les marques de subjectivité du locuteur, les figures rhétoriques (conscientes ou inconscientes), la grammaire et ses formes diverses. Elle étudie aussi ce que Mikhaïl Bakhtine appelle l’« intertextualité », c’est-à-dire la relation entre les textes ou la manière dont les textes réagissent entre eux. À l'instar de Michel Foucault, l'analyse du discours postule le discours oral ou écrit comme un univers dans lequel s'expriment des contraintes. L'analyste doit faire émerger, à l'intérieur du discours, les traces de contraintes, les oppositions et les résistances. Dans la perspective de Jacques Lacan (version de David Pavón Cuéllar), ces traces constituent des « rapports symboliques » (entre des représentants, des signifiants comme le sujet de l'énoncé) qui ne se distinguent pas seulement des « relations imaginaires » (entre des représentations comme le « moi » ou son « autre »), mais aussi au « réel » du « support » (des présences dans la structure, l'absence de l'objet, le sujet de l'énonciation).

### Statistique textuelle et logométrie
Certaines approches en analyse du discours vont insister sur l'analyse statistique textuelle ; on parlera aussi de logométrie (logos = discours ; métrie = mesure). Le discours est conçu comme un ensemble de données textuelles auxquelles l'analyste apportera la plus grande attention (recherche d'attestation, fréquence d'utilisation des mots, distribution du vocabulaire, calcul des co-occurrences, etc.). Cette approche, qui existe surtout en histoire, en sociologie, en sciences politiques ou en littérature, utilise des logiciels scientifiques comme Alceste, Hyperbase, Prospéro, Lexico, Tropes ou SATO, Sphinx Lexica, Sphinx IQ2, TXM.
Un logiciel comme Alceste opère une classification automatique des discours, dont il fournit une mise à plat inspirée des méthodes de la statistique descriptive. Hyperbase (CNRS - Université de Nice Sophia Antipolis), en s'articulant à des étiqueteurs-lemmatiseurs, permet une analyse statistique et documentaire complète du corpus (traitement des formes graphiques, des lemmes, des étiquettes morpho-syntaxiques) pour en faire ressortir les caractéristiques linguistiques (vocabulaire spécifique, thématiques majeures du discours, marqueurs grammaticaux, traits stylistiques, etc.).
Prospéro fournit des outils interactifs d'investigation pour suivre l'évolution de grands dossiers dans lesquels les discours engagent des acteurs hétérogènes aux prises avec des conflits et des incertitudes.
Lexico et SATO permettent une analyse textuelle dans laquelle le chercheur garde le contrôle de son processus de recherche et du cheminement de son analyse...

## Analyse de discours et de contenu

### Similitude
L’analyse de discours emprunte à l’analyse de contenu les étapes de l’analyse (constitution d'un ensemble de documents, la lecture, la classification et l'interprétation). Elles puisent également dans de nombreuses sources théoriques communes.

### Distinction
Puisque l'analyse de discours présume l'existence d'une réalité, existante dans l'énoncé, formée à travers l'argumentation, la stylistique, la forme et les enchaînements du discours oral ou écrit, celle-ci diffère de l'analyse de contenu. L'analyse de contenu considère le discours comme un « reflet » de la réalité, tandis que pour l'analyse de discours, celui-ci constitue « la » réalité en soi. L'analyse de contenu cherche parfois à trouver dans les documents étudiés une « représentation biaisée » de la réalité, alors que dans l'analyse de discours, on cherche dans les documents des positions et des commentaires qui manifestent des relations de pouvoir, d'exclusion ou d'inclusion.
Les différences théoriques et les divergences méthodologiques se sont cependant amoindries et il est actuellement difficile de voir dans les analyses de contenu et de discours des approches fondamentalement différentes. Dans le cadre des humanités numériques du début du XXIe siècle, la logométrie constitue désormais un protocole méthodologique de synthèse visant à rallier les points de vue.

## Sources et théoriciens
- Jean-Michel Adam
- Marc Angenot
- Johannes Angermuller
- Mikhaïl Bakhtine
- Roland Barthes
- Émile Benveniste
- Jean-Paul Benzécri
- Étienne Brunet
- Georges Canguilhem
- Patrick Charaudeau
- Oswald Ducrot
- Michel Foucault
- Rodolphe Ghiglione
- Roman Jakobson
- Dominique Labbé
- Dominique Maingueneau
- Damon Mayaffre
- Denis Monière
- Michel Pêcheux
- Paul Ricœur
- Régine Robin
- Georges-Elia Sarfati
- Ferdinand de Saussure
- T.A. Van Dijk
- Marie-Anne Paveau
- Alice Krieg-Planque

## Logiciels pouvant servir à l'analyse du discours
- Alceste (M. Reinert, Image, Toulouse)
- Atlas TI
- CLAPI (français)
- Concordances
- DTM
- HyperPo
- Hyperbase (Étienne Brunet - CNRS - Université de Nice)
- NUD*IST
- NVivo
- Prospéro
- Lexico
- Lexicométrie (D. Labbé, IEP, Grenoble)
- QDA Miner
- SATO
- Sémato
- Spad-t (L. Lebart et al., ENST, Paris)
- SPSS
- Sphynx Lexica
- T-Lab
- Taltac
- Tropes
- TXM (BCL, ICAR, LASELDI, SYLED, Université d'Oxford, Université de Montréal)
- WordStat
- WordMapper